# Receita pra Dois
Receita pra Dois foi um programa de televisão brasileiro transmitido pela Record News em que o apresentador Edu Guedes entrevistava personalidades enquanto preparava algum prato relacionado a vida dos convidados. O Programa era levado ao ar as noites de sábados até 2013. Foi reprisado na Record Internacional.

## História
Como o nome do programa dizia o apresentador recebia o convidado que contava histórias de sua vida e carreira, no estilo bate-papo na cozinha. O chef e apresentador  preparava um prato e comandava a entrevista.Cada noite de sábado, um convidado contará as suas histórias de vida, da carreira profissional, as curiosidades e a sua relação com a gastronomia e vinhos. Como o nome já sugere, Edu faz uma receita pra duas pessoas enquanto bate papo numa belíssima cozinha .